# Diocesi di Nigizubi
La diocesi di Nigizubi (in latino Dioecesis Nigizubitana) è una sede soppressa e sede titolare della Chiesa cattolica.

## Storia
Nigizubi, nell'odierna Algeria, è un'antica sede episcopale della provincia romana di Numidia.
Unico vescovo noto di questa diocesi è il donatista Gaudenzio, che prese parte alla conferenza di Cartagine del 411, che vide riuniti assieme i vescovi cattolici e donatisti dell'Africa romana; la sede in quell'occasione non aveva un vescovo cattolico.
Dal 1933 Nigizubi è annoverata tra le sedi vescovili titolari della Chiesa cattolica; dal 15 maggio 2008 il vescovo titolare è Adolfo Eduardo José Bittschi Mayer, vescovo ausiliare di Sucre.

## Cronotassi

### Vescovi
- Gaudenzio † (menzionato nel 411) (vescovo donatista)

### Vescovi titolari
- Hugo Edward Ryan † (14 settembre 1967 - 13 ottobre 1976 dimesso)
- John Rodgers, S.M. † (21 marzo 1977 - 10 gennaio 1997 deceduto)
- Joshuah Ignathios Kizhakkeveettil (15 aprile 1998 - 2 gennaio 2007 nominato eparca di Mavelikara)
- Adolfo Eduardo José Bittschi Mayer, dal 15 maggio 2008